# Крепость Бадабер
«Крепость Бадабер» — российский 4-серийный мини-сериал 2018 года «Первого канала».

## Сюжет
Сюжет фильма построен на мотиве реального эпизода Афганской войны — восстания советских военнопленных в лагере «Бадабер».
Весна 1985-го. Юрий Никитин, разведчик ГРУ, проникает в пакистанскую крепость Бадабер с заданием собрать доказательства существования здесь центра подготовки моджахедов сотрудниками ЦРУ. В ходе выполнения задания Никитин видит на территории крепости группу русских военнопленных, среди которых узнает несколько лет считавшегося пропавшим без вести своего друга Михаила. Никитин, вопреки приказу командования возвращаться, решает остаться и спасти обреченных на смерть пленных, организовывая восстание.

## В ролях
- Сергей Марин — Юрий Никитин, капитан ГРУ
- Светлана Иванова — Светлана, жена Никитина
- Сергей Колесников — Сергей Владимирович Колесов, генерал ГРУ
- Микаэл Джанибекян — Хафиз
- Рамиль Сабитов — Амир
- Александр Алёшкин — Иванов
- Ирина Розанова — Ирина, жена Колесова
- Василий Мищенко — Соколов, военный министр, маршал
- Илья Маланин — Михаил, сын Колесова, друг Никитина
- Александр Фисенко — Иволгин, комбат, майор
- Станислав Курач — Сычёв, штабист, генерал-лейтенант
- Марцин Стец — Джефферс, инструктор ЦРУ
- Артём Мельничук — Жека
- Илья Носков — Пушной
- Кирилл Белевич-Оболенский — Калита
- Максим Белбородов — Визулис
- Вячеслав Субраков — Лёха
- Никита Кологривый — Окул
- Данил Можаев — Санька
- Дмитрий Соколов — Дёма
- Константин Балакирев — Нарышкин
- Всеволод Шергин — Прыгунов
- Ерванд Саргсян — Мелконян
- Виталий Кищенко — Лыков, инструктор

## Съёмки
Съемки проходили под Анапой в песчаном карьере в селе Юровка в сентябре-октябре 2017 года.

## Показ
Премьера сериала состоялась с 12 по 15 февраля 2018 года на Первом канале в «прайм-тайм» эфира в 21.30 после программы «Время», вошёл в Топ-100 уникальных программ канала за 2018 год заняв 69-ю строчку с рейтингом 6,0 и долей в 18,6 процентов, по итогу 2018 года в Топ-10 российских сериалов года занял 6-ю строчку, через год 8 марта 2019 был показан на Пятом канале/

## Награды
- VII Премия Ассоциации продюсеров кино и телевидения (АПКиТ) — сериал номинировался в восьми и получил призы в четырёх категориях: «Лучший телевизионный фильм (1-4 серии)», «Лучшая оригинальная музыка к телевизионному фильму/сериалу», «Лучшая работа художника-постановщика» и «Лучшая работа звукорежиссера»[6].

## Критика
Сериал был хорошо принят зрителями, однако, был разгромлен критиками: так Андрей Константинов, автор романа-расследования «Если кто меня слышит. Легенда крепости Бадабер» писал, что сериал «мне напомнил солдатские дембельские альбомы, где складывались очень наивные и смешные вирши об Афганистане. … Такое ощущение, что сериал делали дети, которые войну, да и жизнь, представляют себе только по сериалам», а критик Евгений Ухов кинопортала «Фильм.ру» в рецензии охарактеризовал сериал таким образом:

Крайне слабая художественно и совершенно далекая от исторических реалий пафосная агитка, оскорбляющая своей глупостью ветеранов боевых действий в Афганистане в частности и военных вообще. … Увы, мини-сериал не способен соперничать с западными и даже многими отечественными сериалами ни накалом страстей, ни уникальностью сюжетных линий, ни крепостью характеров, «Крепость Бадабер» — это набор предсказуемых сценарных штампов, шаблонных типажей.
При этом критикой отмечается, что «несмотря на изъяны сериала, снят он с уважением к советской эпохе и к советским бойцам, что для современного ТВ уже редкость».